# Poros (rey)

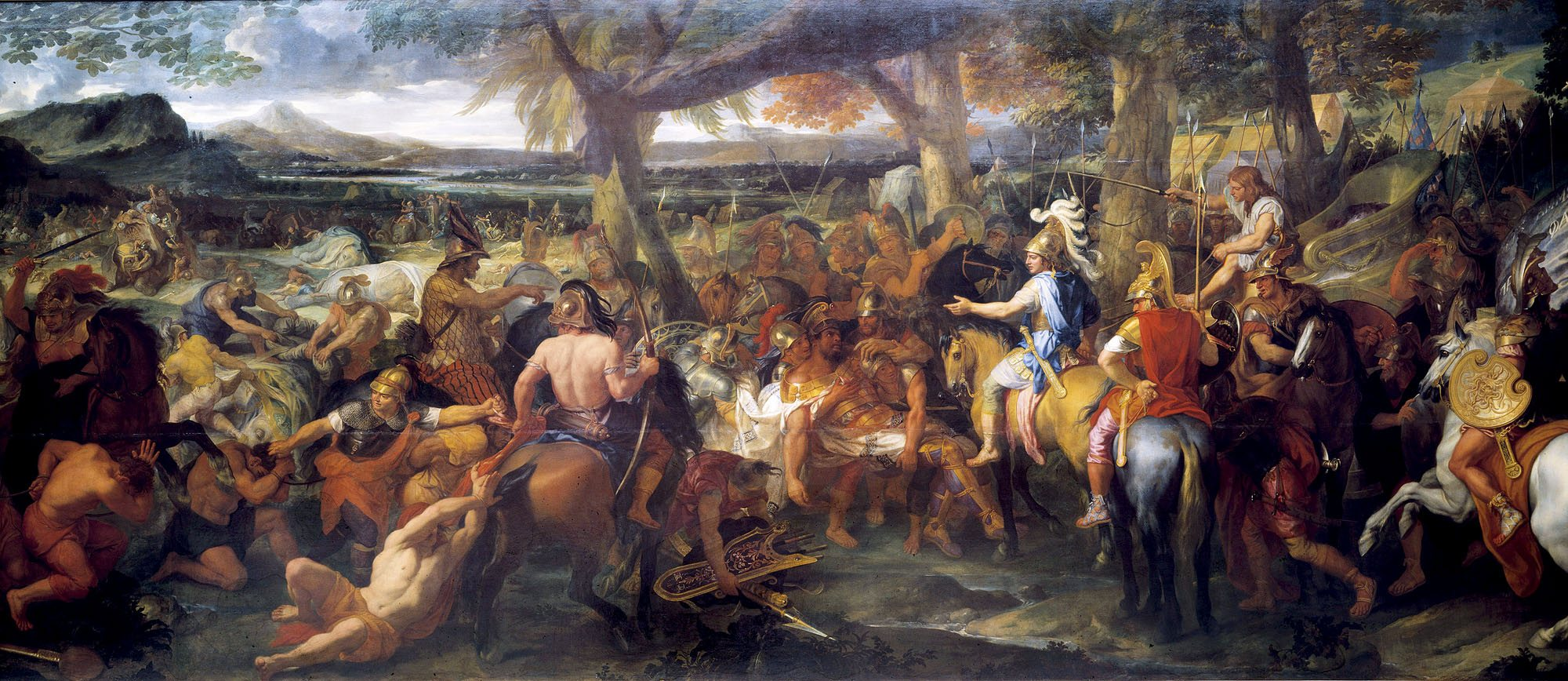
Alejandro y Poros (1673), de Charles Le Brun

Poros (muerto a finales del siglo IV a. C.) fue el gobernante de un antiguo reino indio ubicado entre los ríos Hidaspes y Acesines, tal como son nombrados en las fuentes griegas, que se corresponderían con los actuales ríos Jhelum y Chenab, dos de los cinco ríos del actual Panyab. El reino de Poros era llamado Pauravas en las fuentes indias, correspondiente al Panyab occidental, que comprendía más de cien ciudades, y cuya capital habría sido la ciudad de Paura, que posiblemente es la actual ciudad de Lahore.
Su nombre indio era Purushottama (apocopado en Puru).
Poros (πόρος) o Poro sería la versión griega del nombre original.
También se le conocía como Parvatesha ("el señor del monte Parvata") o Parvataka.

## Relación con Alejandro Magno
A diferencia de su vecino y tradicional rival, el rey Ambhi de la ciudad de Taksila (quien es llamado en las fuentes griegas Omphius o Taxiles), Poros resistió el avance del ejército macedonio, comandado por Alejandro Magno en su campaña contra los reinos indios (326 a. C.). Ambhi buscó la alianza con Alejandro para combatir a su rival, ofreciendo al macedonio unos cinco mil guerreros escogidos para tal fin.
Ante la amenaza que representaba esta alianza, en junio del 326 a. C. Poros movilizó un poderoso ejército de 30 000 guerreros de a pie, 4000 jinetes, 300 carros y 200 elefantes de guerra, que acamparon en la orilla izquierda del río Hidaspes a la espera del intento de Alejandro por cruzarlo y ofrecerle así batalla.
Alejandro consiguió cruzar el río con un pequeño contingente de 10 000 infantes y 5000 jinetes, a través de dos pequeñas islas que facilitaban el paso del río. Una vez vadeado, dispuso a sus tropas en orden de batalla, desencadenándose la misma cuando el ejército de Poros alcanzó al macedonio. Esta es la denominada batalla del Hidaspes, la última de las grandes batallas que libró Alejandro. En ella, Alejandro perdió a su amado caballo, Bucéfalo, sufriendo no obstante pocas pérdidas (tal como afirman las fuentes clásicas). Poros sufrió elevadas bajas (entre las que se contaban su hermano y dos de sus hijos) cuando el resto del ejército macedonio consiguió cruzar el río y envolver al ejército indio, tras lo cual Poros acabó siendo rodeado, montando su elefante de guerra. Al ver el valor con el que se defendía, Alejandro dio la orden de capturarlo con vida, tarea en verdad ardua debido al denuedo con que se batía el rey indio sobre su elefante. Agotado y herido, finalmente consintió en rendirse, y fue llevado por petición propia ante Alejandro, quien quedó asombrado por el arrojo y la compostura de Poros. Preguntándole mediante intérprete cómo quería ser tratado, Poros respondió majestuosamente: «Como un rey». Cuando Alejandro le preguntó qué debía entender por su respuesta, Poros añadió: «Todo lo que significan las palabras “como un rey”» (Πάντα εν τω βασιλικώς ένεστι). Su respuesta impresionó tanto a Alejandro que este le devolvió la libertad y su reino, convirtiéndole en vasallo del imperio macedonio (sin incorporar su reino al mismo), y prometiéndole incluso la anexión de otros territorios indios que conquistase durante su campaña. 
Poros ofreció decenas de elefantes y soldados para luchar contra el rey Agrammes (Dhana Nanda).
Es de suponer que Poros mantuvo su condición de vasallo del poder macedonio, hasta que fue asesinado, en algún momento entre el 321 y el 315 a. C. por agentes del gobernador tracio Eudamo, después de la muerte de Alejandro (según Diodoro de Sicilia). Tras su muerte, su hijo Malaia Ketu (Malayketu) ascendió al trono con la connivencia de Eudamo; sin embargo, Malayketu fue muerto en la batalla de Gabiana en el año 317 a. C.
Se dice en las fuentes griegas que Poros era de gran estatura, midiendo «5 cúbitos de altura». Según el codo griego (de 46 cm) habría medido una improbable talla de 2,30 m. En cambio, según el codo macedonio (de unos 40 cm), habría medido 2 m, lo cual lo convertía en un verdadero gigante para la época.
Alejandro Magno medía 1,60 m, una estatura insignificantemente más baja que la normal de esa época.